# Erich Seefeldner
Erich Seefeldner (* 30. September 1887 in Werfen; † 25. Juli 1981 in Salzburg) war ein österreichischer Geograph, Gymnasiallehrer und Landesschulinspektor.

## Leben
Der gebürtige Werfener Richtersohn Erich Seefeldner wuchs nach der Versetzung seines Vaters in Wien auf. 1906 legte er am Döblinger Humanistischen Gymnasium die Matura mit Auszeichnung ab. Im Anschluss widmete er sich dem Studium der Geographie und Geschichtswissenschaft an der Universität Wien, das er mit der Promotion zum Dr. phil. abschloss.
Nach einer Tätigkeit als Supplent an der k.k. Staatsrealschule Wien IX, gefolgt von der Teilnahme am Ersten Weltkrieg, wurde er 1920 als Gymnasialprofessor an die Realschule am Ferdinand-Hanusch-Platz nach Salzburg verpflichtet. Am 25. Mai 1938 beantragte er die Aufnahme in die NSDAP und wurde rückwirkend zum 1. Mai aufgenommen (Mitgliedsnummer 6.346.734). 1940 übernahm der zum Oberschulrat beförderte Seefeldner das Amt des Landesschulinspektors, 1945 wurde er in den Ruhestand versetzt.
In Anerkennung seiner Verdienste um die alpine Geomorphologie wurde Erich Seefeldner 1944 mit der Ehrenmitgliedschaft der Universität Innsbruck, 1972 mit dem Ehrendoktorat der Universität Salzburg ausgezeichnet. Der 1956 zum Korrespondierenden Mitglied der Geographischen Gesellschaft ernannte Seefeldner zeichnete verantwortlich für die klassische Grundlage der Salzburger Landschaftskunde mit seinem Hauptwerk Salzburg und seine Landschaften, eine geographische Landeskunde, erschienen 1961.

## Publikationen
- Morphogenetische Studien aus dem Gebiete des Fränkischen Jura. In: Forschungen zur deutschen Landes- und Volkskunde. 21,3, Engelhorn, Stuttgart 1914.
- Geographischer Führer durch Salzburg, Alpen und Vorland. Borntraeger, Berlin 1929.
- Der verschwundene Gletschersee auf dem Hochkönig. In: Revue de géographie alpine. Volume 24, Imprimerie Allier Frére, Grenoble 1936.
- Die Entstehung der Salzachöfen. In: Gesellschaft für Salzburger Landeskunde (Hrsg.): Mitteilungen der Gesellschaft für Salzburger Landeskunde. Band 91, Salzburg 1951, S. 153–169 (zobodat.at [PDF]).
- Die Entstehung und Alter der Salzburger Ebene. In: Mitteilungen der Gesellschaft für Salzburger Landeskunde. Band 94, Salzburg 1954, S. 202–208 (zobodat.at [PDF]).
- Die Entwicklung des Salzachsystems. In: Mitteilungen der Gesellschaft für Salzburger Landeskunde. Band 97, Salzburg 1957, S. 191–203 (zobodat.at [PDF]).
- Die Verteilung der Bevölkerung im Bundesland Salzburg. In: Mitteilungen der Gesellschaft für Salzburger Landeskunde. Band 98, Salzburg 1958, S. 225–234 (zobodat.at [PDF]).
- Die Entwicklung des salzburgischen Landschaftsbildes. In: Mitteilungen der Gesellschaft für Salzburger Landeskunde. Band 100, Salzburg 1960, S. 655–671 (zobodat.at [PDF]).
- Salzburg und seine Landschaften, eine geographische Landeskunde. Verlag Das Bergland-Buch, Salzburg 1961.